# 布莱克史密斯研究所
布莱克史密斯研究所（Blacksmith Institute）是一个资助与环境污染相关研究的非政府机构，成立于1999年，总部设于美国纽约市，2002年起在中国运作。受资助的其中一个研究计划是“受污染地方倡议”（Polluted Places Initiative），该计划通过网上提名程序鉴别世界上受污染较严重的地方。
2013年布莱克史密斯研究所列出的世上受污染最严重的10个地方如下（未排名）：
- 加纳阿博布罗西
- 乌克兰切尔诺贝利*
- 印度尼西亚芝塔龍河
- 俄罗斯捷尔任斯克*
- 孟加拉国哈扎里巴格
- 赞比亚卡布韦*
- 印度尼西亚加里曼丹
- 阿根廷马坦萨河
- 尼日利亚尼日尔河三角洲
- 俄罗斯诺里尔斯克*

（*曾出现在2006年及2007年的排行榜上的城市）